# Sujanagar
Sujanagar è un sottodistretto (upazila) del Bangladesh situato nel distretto di Pabna, divisione di Rajshahi. Si estende su una superficie di 334,4 km² e conta una popolazione di 214.132 abitanti (dato censimento 1991).